# Fabien Lamirault
Pour les articles homonymes, voir Lamirault.
Fabien Lamirault, né le 17 mars 1980 à Longjumeau, est un pongiste handisport français.

## Biographie
À l'âge de 17 ans, il devient paraplégique à la suite d'un accident de la route. Il est initié au tennis de table handisport dans un centre de rééducation par deux autres joueurs qui en faisaient. 
En 2003, il participe à sa première compétition internationale de tennis de table en Sicile.                  
Il est médaillé de bronze aux Jeux paralympiques d'été de 2012 à Londres en classe 2 et médaillé d'argent par équipes C1-2. Lors des Jeux paralympiques d'été de 2016 à Rio, lors du tournoi classe 2, il remporte la médaille d'or face au Polonais Rafal Czuper puis il remporte la médaille d'or par équipe en classes 1-2 avec Jean-François Ducay et Stéphane Molliens.
Lors des Jeux paralympiques 2020, à Tokyo, il conserve son titre de champion paralympique en remportant la finale, le lundi 30 août 2021.
Le 28 août 2024, il est l'un des cinq derniers relayeurs de la flamme ayant allumé la vasque des Jeux paralympiques d'été de 2024. 
Lors de ces Jeux, il est médaillé de bronze en double hommes MD4 avec Julien Michaud ainsi qu'en simple hommes MS2.

## Distinctions
- Officier de la Légion d'honneur le 8 septembre 2021[11]
  - Chevalier le 1er décembre 2016[12]
- Chevalier de l'ordre national du Mérite le 1er janvier 2013[13]
- Médaille de la jeunesse, des sports et de l'engagement associatif, or (2025)[14].